# 850 هـ
850 هـ هي سنة في التقويم الهجري امتدت مقابلةً في التقويم الميلادي بين سنتي 1446 و1447.

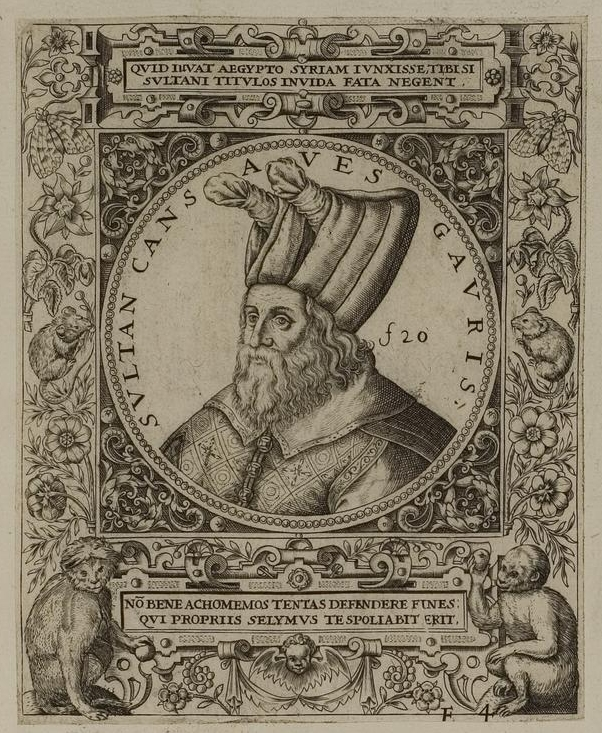
قانصوه الغوري

## أحداث
- شراء حسن بن طوق بن سيف التميمي العيينة و تأسيس إمارة آل معمر

- انتقل جد آل سعود إلى الدرعية وتأسيس إمارة فيها.[5][6][7]

## مواليد
- عبد الله بن عبد الرحمن بافضل الحضرمي
- قانصوه الغوري

## وفيات
- خضر الحبلرودي
- نظام الدين النيسابوري
- ابن المجدي
- مير علي التبريزي